# Evangelische Kirche Eimeldingen

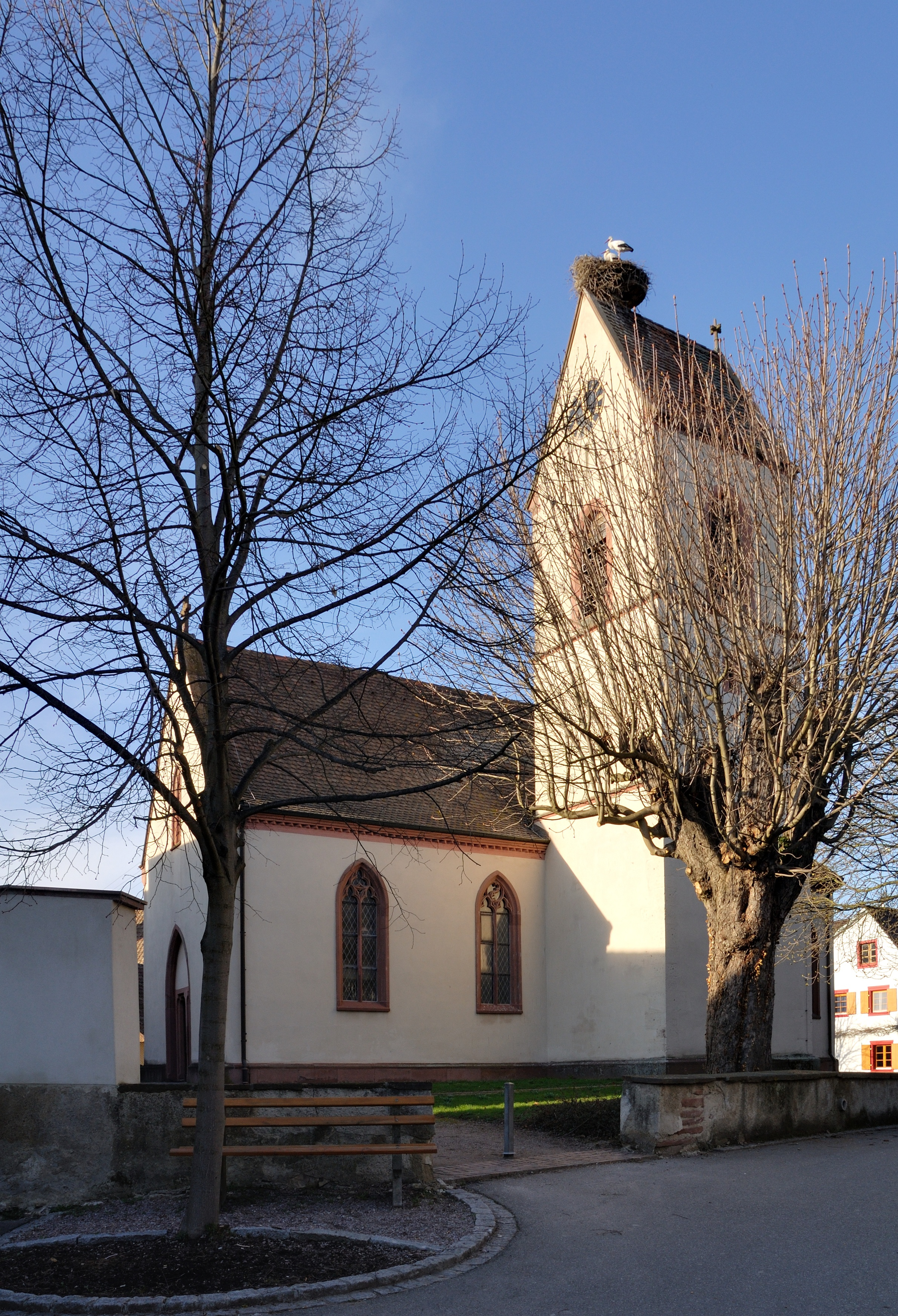
Eimeldinger Kirche

Die Evangelische Kirche Eimeldingen ist eine Saalkirche im südbadischen Ort Eimeldingen, deren Ursprünge sich bis ins 8. Jahrhundert verfolgen lassen. Die infolge des Zweiten Weltkrieges schwer beschädigte Kirche konnte erst in den 1980er Jahren vollständig wiederhergestellt werden.

## Geschichte

### Vorgeschichte
Grabungsergebnisse aus dem Jahr 1982 lassen vermuten, dass eine Kirche in Eimeldingen bereits im 8. oder 9. Jahrhundert als Saalkirche mit eingezogenem Chor bestanden haben muss. Die ehemals dem Heiligen Martin geweihte Kirche wurde urkundlich erstmals anlässlich eines Streits zwischen dem Kloster Stein am Rhein und drei Adligen erwähnt, die ihr Recht durch den Konstanzer Bischof Otto II. zugesprochen bekamen.

### Erweiterungen und Umbau
Der dreigeschossige Turm wurde vermutlich im späten 14. Jahrhundert errichtet. Der spätgotische Chor, der aus einem 5/8-Achteck besteht, stammt vermutlich aus der Zeit um 1450. Die Schlusssteine des Kreuzgewölbes im Chor zeigen eine Blume und das hachbergisch-badische Wappen, das Markgraf Rudolf IV. bis 1457 führte.
Auf das 16. Jahrhundert wird die westwärtige Verlängerung des Langhauses sowie eine Erhöhung vermutet. 1604 wurde eine Empore eingebaut und Kanzel wie Gestühl erneuert. Zu jeder Zeit hatte das Chorherrenstift St. Peter in Basel die Baupflicht an der Eimeldinger Kirche. Die Gemeinde wandte sich an den Stift, da zwischen Langhaus und Chor angeblich ein ästhetisches Missverhältnis bestanden haben soll. Bauliche Veränderungen wurden wohl daraufhin nicht unternommen.
Im 18. Jahrhundert wurde die Kirche erneut vergrößert. Im Jahr 1700 vergrößerte man die Empore, 1736 folgte das Hinausschieben der Nordwand um die Hälfte der bisherigen Langhausbreite. Mehrfache Gesuche an das Basler Chorherrenstift Ende des 18. Und Anfang des 19. Jahrhunderts, den Chor ebenfalls zu verbreitern, wurden abgelehnt und blieben nicht erfüllt. 1818 ging die Baupflicht auf die politische Gemeinde über.
Die Kirche erhielt in den Jahren 1851/52 neogotische Fenster im Langhaus. Im Zuge dieser Neugestaltung ersetzte man die zwei Eingänge durch ein zweiteiliges Hauptportal und schuf einen weiteren Zugang in der Turmsüdwand. Die alte Holzdecke wurde durch eine aus Gips ersetzt und die Kanzel erhielt durch einen Mauerdurchbruch im Triumphbogen einen Zugang.

### Zerstörung und Wiederaufbau
Während des Zweiten Weltkrieges erfuhr die Kirche im Juni 1940 einen Granateinschlag, der Chor, Langhausdach und -decke und die Inneneinrichtung zerstörte. Die Begutachtung der Schäden durch Julius Wilhelm förderte unter dem Putz ein Wandtabernakel und eine Grabnische zutage. Die Wiederherstellungsarbeiten dauerten bis Ende 1943 und wurden durch einen erneuten Geschosstreffer kurz vor Kriegsende 1945 teilweise wieder zunichtegemacht.
Die Instandsetzung konnten erst 1949 aufgenommen werden; aus Kostengründen beschränkte man sich auf die notwendigsten Arbeiten. Mit der Glockenweihe am 5. Juni 1951 konnte der Chor wieder seiner Bestimmung übergeben werden. Die restliche Kirche konnte erst in Mitte der 1970er und Anfang der 1980er Jahre wiederhergestellt werden. Dabei wurde auch das bis dahin zerstörte Chorgewölbe nach Vorlagen rekonstruiert und im Chor ein neugotischer Altar und ein Chorgestühl eingebracht.
Bei einem Brand im November 2013 wurde die Kirche beschädigt. Hierbei stürzte die Empore ein und die Orgel wurde zerstört.

## Beschreibung

### Kirchenbau
Dem rechteckigen Langhaus ist ein dreigeschossiger Glockenturm angebaut. Der Turm verfügt zu jeder Seite rundbogige Schallarkaden im oberen Geschoss. Beide Baukörper sind über ein parallel zueinander verlaufendes Satteldach gedeckt. An den Giebelseiten des Turms trägt er je ein Zifferblatt der Turmuhr. An den Enden des Dachfirst trägt das Dach zwei kleinere Kreuze.

### Inneres und Ausstattung
Das Innere der Kirche ist mit einer hellen Holzfacettendecke eingedeckt. Langhaus und Chor sind über einen Triumphbogen abgetrennt. Auf der L-förmigen Empore im barocken Stil ist die Orgel aufgestellt. Altar, Chorgestühl und Kanzel mit Schalldeckel sind neogotisch.

### Glocken und Orgeln

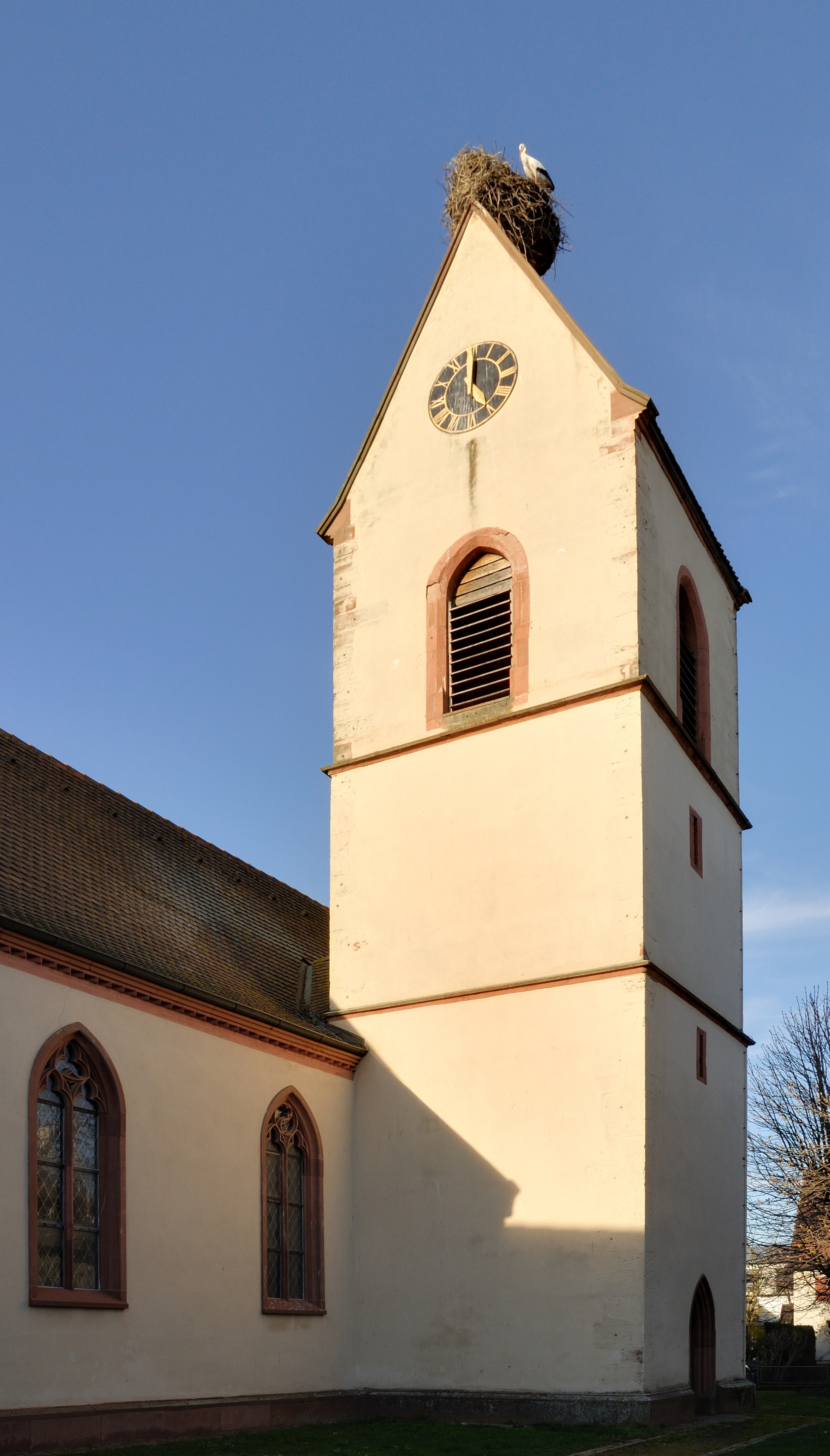
Glockenturm

Das dreistimmige Geläut setzt sich wie folgt zusammen:
| Nr. | Schlagton | Gussjahr | Gießer          |
| --- | --------- | -------- | --------------- |
| 1   | c′′       | 1795     | unbekannt       |
| 2   | g′        | 1951     | Bochumer Verein |
| 3   | b′        | 1951     | Bochumer Verein |

Die Orgel von E. F. Walcker aus dem Jahr 1949 ersetzte die im Krieg zerstörte. Das Instrument arbeitete mit Schleiflade, mechanischer Traktur, besaß ein Manual, ein angehängtes Pedal und fünf Register. Die 2013 zerstörte Orgel aus dem Jahr 1985 von Peter Vier hatte zwei Manuale und 13 klingende Register. 2015 wurde die Orgel durch Orgelbau Vier in unveränderter Form neu aufgebaut.